# 馮名世
馮名世（？—？），字開五，四川泸州合江縣軍籍。

## 生平
天啓五年（1625年）乙丑科進士，授河间府推官，官至户部郎中。

## 家族
父馮嵓，万历中拔贡，官至大理寺评事，长子冯圣世，万历庚戌进士，任大理寺副。